# 중앙아프리카 공화국 축구 국가대표팀
중앙아프리카 공화국 축구 국가대표팀(프랑스어: Équipe de République centrafricaine de football)은 중앙아프리카 공화국을 대표하는 축구 국가대표팀으로 중앙아프리카 축구 연맹에서 관리한다. 1956년 카메룬과의 국제 A매치 데뷔전에서 5-1의 대승을 거두었고 이는 중앙아프리카 공화국이 최다 점수차로 승리한 경기이기도 하며 현재 홈 구장으로는 바르텔레미 보강다 스타디움을 사용하고 있다.

## 국제 대회 경력

### FIFA 월드컵
현재까지 월드컵 본선 출전 경험은 전무하며 2002년 FIFA 월드컵 아프리카 지역 예선을 시작으로 3번의 예선에 참가했고 그 중 보츠와나와의 2014년 FIFA 월드컵 아프리카 지역 2차 예선 A조 1차전에서 2-0으로 승리하면서 월드컵 지역 예선 사상 첫 승을 올렸지만 이후 5경기에서 내리 전패를 당하며 1승 5패·조 꼴찌에 머물렀다.

### 아프리카 네이션스컵
월드컵과 마찬가지로 아프리카 네이션스컵 본선과도 인연이 없으며 그나마 2017년 아프리카 네이션스컵 예선 3승 1무 2패·B조 2위로 중앙아프리카 공화국 축구 역사상 아프리카 네이션스컵 예선 역대 최고 성적을 남겼고 특히 콩고 민주 공화국, 마다가스카르, 앙골라를 상대로 3승 1무의 성적을 거두었으며 아울러 9골을 기록하며 팀 역사상 예선 최다 득점 기록도 갈아치웠다.

## 기타 국제 대회 경력
CEMAC컵에서는 7번의 대회 중 2010년 대회에서 팀 역사상 첫 국제 대회 우승 트로피를 들어올렸고 2003년과 2013년에는 준우승의 성과를 거두었으며 1999년 UNIFAC컵에서도 가봉에 이어 준우승을 차지했다.

## FIFA 월드컵 (본선)
| 년도   | 결과      | 순위      | 경기      | 승        | 무*       | 패        | 득점      | 실점      | 승점      |
| ------ | --------- | --------- | --------- | --------- | --------- | --------- | --------- | --------- | --------- |
| 1930년 | 독립 이전 | 독립 이전 | 독립 이전 | 독립 이전 | 독립 이전 | 독립 이전 | 독립 이전 | 독립 이전 | 독립 이전 |
| 1934년 | 독립 이전 | 독립 이전 | 독립 이전 | 독립 이전 | 독립 이전 | 독립 이전 | 독립 이전 | 독립 이전 | 독립 이전 |
| 1938년 | 독립 이전 | 독립 이전 | 독립 이전 | 독립 이전 | 독립 이전 | 독립 이전 | 독립 이전 | 독립 이전 | 독립 이전 |
| 1950년 | 독립 이전 | 독립 이전 | 독립 이전 | 독립 이전 | 독립 이전 | 독립 이전 | 독립 이전 | 독립 이전 | 독립 이전 |
| 1954년 | 독립 이전 | 독립 이전 | 독립 이전 | 독립 이전 | 독립 이전 | 독립 이전 | 독립 이전 | 독립 이전 | 독립 이전 |
| 1958년 | 독립 이전 | 독립 이전 | 독립 이전 | 독립 이전 | 독립 이전 | 독립 이전 | 독립 이전 | 독립 이전 | 독립 이전 |
| 1962년 | 없음      | 없음      | 없음      | 없음      | 없음      | 없음      | 없음      | 없음      | 없음      |
| 1966년 | 불참      | 불참      | 불참      | 불참      | 불참      | 불참      | 불참      | 불참      | 불참      |
| 1970년 | 불참      | 불참      | 불참      | 불참      | 불참      | 불참      | 불참      | 불참      | 불참      |
| 1974년 | 불참      | 불참      | 불참      | 불참      | 불참      | 불참      | 불참      | 불참      | 불참      |
| 1978년 | 기권      | 기권      | 기권      | 기권      | 기권      | 기권      | 기권      | 기권      | 기권      |
| 1982년 | 실격      | 실격      | 실격      | 실격      | 실격      | 실격      | 실격      | 실격      | 실격      |
| 1986년 | 불참      | 불참      | 불참      | 불참      | 불참      | 불참      | 불참      | 불참      | 불참      |
| 1990년 | 불참      | 불참      | 불참      | 불참      | 불참      | 불참      | 불참      | 불참      | 불참      |
| 1994년 | 불참      | 불참      | 불참      | 불참      | 불참      | 불참      | 불참      | 불참      | 불참      |
| 1998년 | 불참      | 불참      | 불참      | 불참      | 불참      | 불참      | 불참      | 불참      | 불참      |
| 2002년 | 예선 탈락 | 예선 탈락 | 예선 탈락 | 예선 탈락 | 예선 탈락 | 예선 탈락 | 예선 탈락 | 예선 탈락 | 예선 탈락 |
| 2006년 | 기권      | 기권      | 기권      | 기권      | 기권      | 기권      | 기권      | 기권      | 기권      |
| 2010년 | 기권      | 기권      | 기권      | 기권      | 기권      | 기권      | 기권      | 기권      | 기권      |
| 2014년 | 예선 탈락 | 예선 탈락 | 예선 탈락 | 예선 탈락 | 예선 탈락 | 예선 탈락 | 예선 탈락 | 예선 탈락 | 예선 탈락 |
| 2018년 | 예선 탈락 | 예선 탈락 | 예선 탈락 | 예선 탈락 | 예선 탈락 | 예선 탈락 | 예선 탈락 | 예선 탈락 | 예선 탈락 |
| 합계   |           |           |           |           |           |           |           |           |           |

### FIFA 월드컵 (예선)
| 1930년 | 독립 이전                                     | 독립 이전                                     | 독립 이전                                     | 독립 이전                                     | 독립 이전                                     | 독립 이전                                     | 독립 이전                                     |                                               |                                               |
| 1934년 | 독립 이전                                     | 독립 이전                                     | 독립 이전                                     | 독립 이전                                     | 독립 이전                                     | 독립 이전                                     | 독립 이전                                     |                                               |                                               |
| 1938년 | 독립 이전                                     | 독립 이전                                     | 독립 이전                                     | 독립 이전                                     | 독립 이전                                     | 독립 이전                                     | 독립 이전                                     |                                               |                                               |
| 1950년 | 독립 이전                                     | 독립 이전                                     | 독립 이전                                     | 독립 이전                                     | 독립 이전                                     | 독립 이전                                     | 독립 이전                                     |                                               |                                               |
| 1954년 | 독립 이전                                     | 독립 이전                                     | 독립 이전                                     | 독립 이전                                     | 독립 이전                                     | 독립 이전                                     | 독립 이전                                     |                                               |                                               |
| 1958년 | 독립 이전                                     | 독립 이전                                     | 독립 이전                                     | 독립 이전                                     | 독립 이전                                     | 독립 이전                                     | 독립 이전                                     |                                               |                                               |
| 1962년 | 없음                                          | 없음                                          | 없음                                          | 없음                                          | 없음                                          | 없음                                          | 없음                                          |                                               |                                               |
| 1966년 | 불참                                          | 불참                                          | 불참                                          | 불참                                          | 불참                                          | 불참                                          | 불참                                          |                                               |                                               |
| 1970년 | 불참                                          | 불참                                          | 불참                                          | 불참                                          | 불참                                          | 불참                                          | 불참                                          |                                               |                                               |
| 1974년 | 불참                                          | 불참                                          | 불참                                          | 불참                                          | 불참                                          | 불참                                          | 불참                                          |                                               |                                               |
| 1978년 | 기권                                          | 기권                                          | 기권                                          | 기권                                          | 기권                                          | 기권                                          | 기권                                          |                                               |                                               |
| 1982년 | 실격                                          | 실격                                          | 실격                                          | 실격                                          | 실격                                          | 실격                                          | 실격                                          |                                               |                                               |
| 1986년 | 불참                                          | 불참                                          | 불참                                          | 불참                                          | 불참                                          | 불참                                          | 불참                                          |                                               |                                               |
| 1990년 | 불참                                          | 불참                                          | 불참                                          | 불참                                          | 불참                                          | 불참                                          | 불참                                          |                                               |                                               |
| 1994년 | 불참                                          | 불참                                          | 불참                                          | 불참                                          | 불참                                          | 불참                                          | 불참                                          |                                               |                                               |
| 1998년 | 불참                                          | 불참                                          | 불참                                          | 불참                                          | 불참                                          | 불참                                          | 불참                                          |                                               |                                               |
| 2002년 | 2                                             | 0                                             | 0                                             | 2                                             | 1                                             | 4                                             | 0                                             |                                               |                                               |
| 2006년 | 기권                                          | 기권                                          | 기권                                          | 기권                                          | 기권                                          | 기권                                          | 기권                                          |                                               |                                               |
| 2010년 | 기권                                          | 기권                                          | 기권                                          | 기권                                          | 기권                                          | 기권                                          | 기권                                          |                                               |                                               |
| 2014년 | 6                                             | 1                                             | 0                                             | 5                                             | 5                                             | 12                                            | 3                                             |                                               |                                               |
| 2018년 | 2                                             | 0                                             | 1                                             | 1                                             | 2                                             | 5                                             | 1                                             |                                               |                                               |
| 합계   | 10                                            | 1                                             | 1                                             | 8                                             | 8                                             | 21                                            | 4                                             |                                               |                                               |
| 순위   | 월드컵 예선 승점 순위 : 197위 (아프리카 48위) | 월드컵 예선 승점 순위 : 197위 (아프리카 48위) | 월드컵 예선 승점 순위 : 197위 (아프리카 48위) | 월드컵 예선 승점 순위 : 197위 (아프리카 48위) | 월드컵 예선 승점 순위 : 197위 (아프리카 48위) | 월드컵 예선 승점 순위 : 197위 (아프리카 48위) | 월드컵 예선 승점 순위 : 197위 (아프리카 48위) | 월드컵 예선 승점 순위 : 197위 (아프리카 48위) | 월드컵 예선 승점 순위 : 197위 (아프리카 48위) |

## 아프리카 네이션스컵 (본선)
| 아프리카 네이션스컵 본선 기록 | 아프리카 네이션스컵 본선 기록 | 아프리카 네이션스컵 본선 기록 | 아프리카 네이션스컵 본선 기록 | 아프리카 네이션스컵 본선 기록 | 아프리카 네이션스컵 본선 기록 | 아프리카 네이션스컵 본선 기록 | 아프리카 네이션스컵 본선 기록 | 아프리카 네이션스컵 본선 기록 | 아프리카 네이션스컵 본선 기록 |
| 년도                          | 결과                          | 순위                          | 경기                          | 승                            | 무                            | 패                            | 득점                          | 실점                          | 승점                          |
| ----------------------------- | ----------------------------- | ----------------------------- | ----------------------------- | ----------------------------- | ----------------------------- | ----------------------------- | ----------------------------- | ----------------------------- | ----------------------------- |
| 1957년                        | 독립 이전                     | 독립 이전                     | 독립 이전                     | 독립 이전                     | 독립 이전                     | 독립 이전                     | 독립 이전                     | 독립 이전                     | 독립 이전                     |
| 1959년                        | 독립 이전                     | 독립 이전                     | 독립 이전                     | 독립 이전                     | 독립 이전                     | 독립 이전                     | 독립 이전                     | 독립 이전                     | 독립 이전                     |
| 1962년                        | 비회원국                      | 비회원국                      | 비회원국                      | 비회원국                      | 비회원국                      | 비회원국                      | 비회원국                      | 비회원국                      | 비회원국                      |
| 1963년                        | 비회원국                      | 비회원국                      | 비회원국                      | 비회원국                      | 비회원국                      | 비회원국                      | 비회원국                      | 비회원국                      | 비회원국                      |
| 1965년                        | 비회원국                      | 비회원국                      | 비회원국                      | 비회원국                      | 비회원국                      | 비회원국                      | 비회원국                      | 비회원국                      | 비회원국                      |
| 1968년                        | 불참                          | 불참                          | 불참                          | 불참                          | 불참                          | 불참                          | 불참                          | 불참                          | 불참                          |
| 1970년                        | 불참                          | 불참                          | 불참                          | 불참                          | 불참                          | 불참                          | 불참                          | 불참                          | 불참                          |
| 1972년                        | 불참                          | 불참                          | 불참                          | 불참                          | 불참                          | 불참                          | 불참                          | 불참                          | 불참                          |
| 1974년                        | 실격                          | 실격                          | 실격                          | 실격                          | 실격                          | 실격                          | 실격                          | 실격                          | 실격                          |
| 1976년                        | 기권                          | 기권                          | 기권                          | 기권                          | 기권                          | 기권                          | 기권                          | 기권                          | 기권                          |
| 1978년                        | 불참                          | 불참                          | 불참                          | 불참                          | 불참                          | 불참                          | 불참                          | 불참                          | 불참                          |
| 1980년                        | 불참                          | 불참                          | 불참                          | 불참                          | 불참                          | 불참                          | 불참                          | 불참                          | 불참                          |
| 1982년                        | 불참                          | 불참                          | 불참                          | 불참                          | 불참                          | 불참                          | 불참                          | 불참                          | 불참                          |
| 1984년                        | 불참                          | 불참                          | 불참                          | 불참                          | 불참                          | 불참                          | 불참                          | 불참                          | 불참                          |
| 1986년                        | 불참                          | 불참                          | 불참                          | 불참                          | 불참                          | 불참                          | 불참                          | 불참                          | 불참                          |
| 1988년                        | 예선 탈락                     | 예선 탈락                     | 예선 탈락                     | 예선 탈락                     | 예선 탈락                     | 예선 탈락                     | 예선 탈락                     | 예선 탈락                     | 예선 탈락                     |
| 1990년                        | 불참                          | 불참                          | 불참                          | 불참                          | 불참                          | 불참                          | 불참                          | 불참                          | 불참                          |
| 1992년                        | 불참                          | 불참                          | 불참                          | 불참                          | 불참                          | 불참                          | 불참                          | 불참                          | 불참                          |
| 1994년                        | 불참                          | 불참                          | 불참                          | 불참                          | 불참                          | 불참                          | 불참                          | 불참                          | 불참                          |
| 1996년                        | 기권                          | 기권                          | 기권                          | 기권                          | 기권                          | 기권                          | 기권                          | 기권                          | 기권                          |
| 1998년                        | 실격                          | 실격                          | 실격                          | 실격                          | 실격                          | 실격                          | 실격                          | 실격                          | 실격                          |
| 2000년                        | 기권                          | 기권                          | 기권                          | 기권                          | 기권                          | 기권                          | 기권                          | 기권                          | 기권                          |
| 2002년                        | 예선 탈락                     | 예선 탈락                     | 예선 탈락                     | 예선 탈락                     | 예선 탈락                     | 예선 탈락                     | 예선 탈락                     | 예선 탈락                     | 예선 탈락                     |
| 2004년                        | 예선 탈락                     | 예선 탈락                     | 예선 탈락                     | 예선 탈락                     | 예선 탈락                     | 예선 탈락                     | 예선 탈락                     | 예선 탈락                     | 예선 탈락                     |
| 2006년                        | 기권                          | 기권                          | 기권                          | 기권                          | 기권                          | 기권                          | 기권                          | 기권                          | 기권                          |
| 2008년                        | 불참                          | 불참                          | 불참                          | 불참                          | 불참                          | 불참                          | 불참                          | 불참                          | 불참                          |
| 2010년                        | 기권                          | 기권                          | 기권                          | 기권                          | 기권                          | 기권                          | 기권                          | 기권                          | 기권                          |
| 2012년                        | 예선 탈락                     | 예선 탈락                     | 예선 탈락                     | 예선 탈락                     | 예선 탈락                     | 예선 탈락                     | 예선 탈락                     | 예선 탈락                     | 예선 탈락                     |
| 2013년                        | 예선 탈락                     | 예선 탈락                     | 예선 탈락                     | 예선 탈락                     | 예선 탈락                     | 예선 탈락                     | 예선 탈락                     | 예선 탈락                     | 예선 탈락                     |
| 2015년                        | 예선 탈락                     | 예선 탈락                     | 예선 탈락                     | 예선 탈락                     | 예선 탈락                     | 예선 탈락                     | 예선 탈락                     | 예선 탈락                     | 예선 탈락                     |
| 2017년                        | 예선 탈락                     | 예선 탈락                     | 예선 탈락                     | 예선 탈락                     | 예선 탈락                     | 예선 탈락                     | 예선 탈락                     | 예선 탈락                     | 예선 탈락                     |
| 2019년                        | 예선 탈락                     | 예선 탈락                     | 예선 탈락                     | 예선 탈락                     | 예선 탈락                     | 예선 탈락                     | 예선 탈락                     | 예선 탈락                     | 예선 탈락                     |
| 2021년                        | 예선 탈락                     | 예선 탈락                     | 예선 탈락                     | 예선 탈락                     | 예선 탈락                     | 예선 탈락                     | 예선 탈락                     | 예선 탈락                     | 예선 탈락                     |
| 총계                          | 본선 진출 없음                | 본선 진출 없음                | 본선 진출 없음                | 본선 진출 없음                | 본선 진출 없음                | 본선 진출 없음                | 본선 진출 없음                | 본선 진출 없음                | 본선 진출 없음                |

### 아프리카 네이션스컵 (예선)
| 아프리카 네이션스컵 예선 기록 | 아프리카 네이션스컵 예선 기록 | 아프리카 네이션스컵 예선 기록 | 아프리카 네이션스컵 예선 기록 | 아프리카 네이션스컵 예선 기록 | 아프리카 네이션스컵 예선 기록 | 아프리카 네이션스컵 예선 기록 | 아프리카 네이션스컵 예선 기록 |
| 년도                          | 경기                          | 승                            | 무*                           | 패                            | 득점                          | 실점                          | 승점                          |
| ----------------------------- | ----------------------------- | ----------------------------- | ----------------------------- | ----------------------------- | ----------------------------- | ----------------------------- | ----------------------------- |
| 1957년                        | 독립 이전                     | 독립 이전                     | 독립 이전                     | 독립 이전                     | 독립 이전                     | 독립 이전                     | 독립 이전                     |
| 1959년                        | 독립 이전                     | 독립 이전                     | 독립 이전                     | 독립 이전                     | 독립 이전                     | 독립 이전                     | 독립 이전                     |
| 1962년                        | 비회원국                      | 비회원국                      | 비회원국                      | 비회원국                      | 비회원국                      | 비회원국                      | 비회원국                      |
| 1963년                        | 비회원국                      | 비회원국                      | 비회원국                      | 비회원국                      | 비회원국                      | 비회원국                      | 비회원국                      |
| 1965년                        | 비회원국                      | 비회원국                      | 비회원국                      | 비회원국                      | 비회원국                      | 비회원국                      | 비회원국                      |
| 1968년                        | 불참                          | 불참                          | 불참                          | 불참                          | 불참                          | 불참                          | 불참                          |
| 1970년                        | 불참                          | 불참                          | 불참                          | 불참                          | 불참                          | 불참                          | 불참                          |
| 1972년                        | 불참                          | 불참                          | 불참                          | 불참                          | 불참                          | 불참                          | 불참                          |
| 1974년                        | 실격                          | 실격                          | 실격                          | 실격                          | 실격                          | 실격                          | 실격                          |
| 1976년                        | 기권                          | 기권                          | 기권                          | 기권                          | 기권                          | 기권                          | 기권                          |
| 1978년                        | 불참                          | 불참                          | 불참                          | 불참                          | 불참                          | 불참                          | 불참                          |
| 1980년                        | 불참                          | 불참                          | 불참                          | 불참                          | 불참                          | 불참                          | 불참                          |
| 1982년                        | 불참                          | 불참                          | 불참                          | 불참                          | 불참                          | 불참                          | 불참                          |
| 1984년                        | 불참                          | 불참                          | 불참                          | 불참                          | 불참                          | 불참                          | 불참                          |
| 1986년                        | 불참                          | 불참                          | 불참                          | 불참                          | 불참                          | 불참                          | 불참                          |
| 1988년                        | 2                             | 0                             | 0                             | 2                             | 2                             | 7                             | 0                             |
| 1990년                        | 불참                          | 불참                          | 불참                          | 불참                          | 불참                          | 불참                          | 불참                          |
| 1992년                        | 불참                          | 불참                          | 불참                          | 불참                          | 불참                          | 불참                          | 불참                          |
| 1994년                        | 불참                          | 불참                          | 불참                          | 불참                          | 불참                          | 불참                          | 불참                          |
| 1996년                        | 기권                          | 기권                          | 기권                          | 기권                          | 기권                          | 기권                          | 기권                          |
| 1998년                        | 실격                          | 실격                          | 실격                          | 실격                          | 실격                          | 실격                          | 실격                          |
| 2000년                        | 기권                          | 기권                          | 기권                          | 기권                          | 기권                          | 기권                          | 기권                          |
| 2002년                        | 2                             | 0                             | 1                             | 1                             | 1                             | 3                             | 1                             |
| 2004년                        | 6                             | 0                             | 2                             | 4                             | 3                             | 9                             | 2                             |
| 2006년                        | 기권                          | 기권                          | 기권                          | 기권                          | 기권                          | 기권                          | 기권                          |
| 2008년                        | 불참                          | 불참                          | 불참                          | 불참                          | 불참                          | 불참                          | 불참                          |
| 2010년                        | 기권                          | 기권                          | 기권                          | 기권                          | 기권                          | 기권                          | 기권                          |
| 2012년                        | 6                             | 2                             | 2                             | 2                             | 5                             | 5                             | 8                             |
| 2013년                        | 4                             | 2                             | 1                             | 1                             | 6                             | 6                             | 7                             |
| 2015년                        | 2                             | 0                             | 1                             | 1                             | 1                             | 3                             | 1                             |
| 2017년                        | 6                             | 3                             | 1                             | 2                             | 9                             | 11                            | 10                            |
| 2019년                        | 6                             | 1                             | 3                             | 2                             | 4                             | 8                             | 6                             |
| 2021년                        | 6                             | 1                             | 1                             | 4                             | 5                             | 11                            | 4                             |
| 합계                          | 40                            | 9                             | 12                            | 19                            | 36                            | 63                            | 39                            |